# Pseutettix binotata
Pseutettix binotata är en insektsart som beskrevs av Delong 1967. Pseutettix binotata ingår i släktet Pseutettix och familjen dvärgstritar. Inga underarter finns listade i Catalogue of Life.